# Święty Domicjan
Święty Domicjan, również: Domicjan z Tongeren-Maastricht, Domicjan z Huy (zm. ok. 560) – galijski biskup Tongeren, znany ze swej hojności oraz pism przeciwko herezji, święty Kościoła katolickiego i prawosławnego.
Pierwszy żywot tego świętego został spisany ponad 600 lat po jego śmierci.
Domicjan był biskupem Tongeren w Niderlandii (obecnie Diecezja Liège w Belgii) po przeniesieniu biskupstwa z Maastricht. Znany był z przekonywających wypowiedzi przeciwko heretykom i poganom, zwłaszcza na soborze orleańskim V w 549 roku. Zachęcał do rozwoju pism i kazań polemizujących z herezją we wczesnym Kościele. Pracował nad ewangelizacją Doliny Mozy, zyskując za swe wysiłki przydomek apostoła Doliny Mozy.
Domicjan zapisał się także jako budowniczy kościołów i hospicjów mających dbać o potrzeby duchowe i fizyczne ludzi; m.in. zlecił budowę kościoła na grobem Świętego Serwacego w Maastricht. Był znany ze swej hojności, jak również umiejętności pozyskiwania funduszy, które pewnego razu pomogły zmniejszyć klęskę głodu w jego biskupstwie.
Według legendy miał zwyciężyć smoka, którego oddech zatruł źródła w Huy, legenda ta podaje jako dzień śmierci świętego 7 maja.
Relikwie Św. Domicjana są przechowywane i czczone w Huy, którego jest patronem.